# Luan Krasniqi
Luan Krasniqi (n. 10 mai 1971, Junik⁠(d), RS Serbia, RSF Iugoslavia) este un boxer german, medaliat olimpic. A participat la o ediție a Jocurilor Olimpice (1996) în care a câștigat o medalie de bronz.

## Participări
Lista de mai jos prezintă principalele competiții la care a participat Luan Krasniqi de-a lungul carierei.
- boxing at the 1996 Summer Olympics – heavyweight[*]